# Elektroneurografi

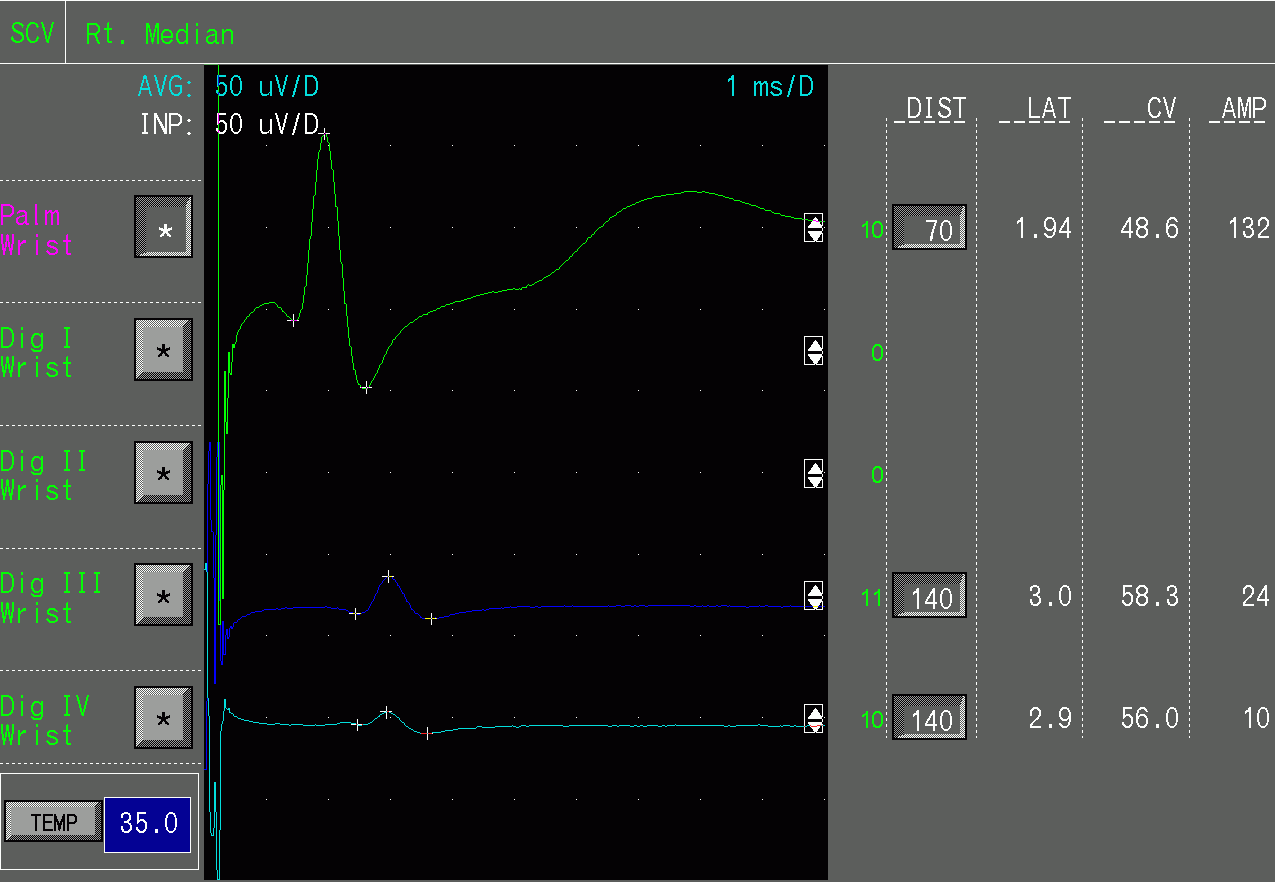
Exempel på skärmdump ifrån en neurografi.

Elektroneurografi (ENeG) är en noninvasiv undersökning av kroppens nerver. Vid undersökning tejpar man fast ytelektroder på kroppen som har till uppgift att stimulera nerverna för att på så sätt mäta deras ledningshastighet. Undersökningen är riskfri men kan uppfattas som obehaglig eftersom stimuleringen sker genom elektriska stötar. Avvikelser kan bero på tryck mot nerverna, men också på sjukdomar såsom diabetes eller inflammatoriska tillstånd.

## Bakgrund
Elektroneurografi (ENeG) beskrevs för första gången av Adrian och Bronk 1929. ENeG används för att bestämma ledningshastighet och ledningsförmåga i perifera nerver; vilket betyder att man då kan se om nervskador existerar och då även diagnostisera sjukdomen. I undersökningen av sensoriska och motoriska nerver registrerar man aktionspotentialerna hos nerverna.
ENeG är den enda relativt objektiva mätningen av nervernas skick.

## Användningsområden
ENeG används oftast för att ställa diagnos. Några viktiga diagnosgrupper är 
- Guillain-Barrés syndrom och andra polyneuropatier
- Karpaltunnelsyndrom och annan nervinklämning, till exempel ulnarispares och peroneuspares (droppfot)
- Ansiktsförlamning[5].

I samtliga dessa fall kan elektroneurografi dels bekräfta diagnosen, men också ge information om hur svår skadan är och vilka delar av nerverna som är mest skadade. Särskilt kan man skilja mellan om skadan sitter i myelinet (skyddande fettväv) eller i själva axonen. Ofta används elektroneurografi tillsammans med EMG som kan ge ytterligare information.

## Teknik
Vid en ENeG-undersökning mäter man nervledningshastigheten i motoriska och sensoriska nerver. Detta görs genom att man stimulerar nerverna med elektriska impulser från elektroder. Stimuleringen kan åstadkommas på flera olika sätt, men vanligtvis använder man sig av en jordelektrod, inspelningselektrod, referenselektrod och en stimuleringselektrod som appliceras med en elektriskt ledande gel för att förbättra hudens ledningsförmåga och håller resistansen lägre än 5kΩ. Positioneringen av elektroderna varierar beroende på vilka nerver som undersöks. Strömstyrkan man använder sig av varierar också men för att undvika onödig smärta för patienten börjar man på en låg strömstyrka för att sedan öka successivt till dess att en supramaximal stimulering uppnåtts. En maskin som används vid ENeG-mätningar är till exempel Nicolet Viking IV, som främst används för EMG. ENeG-mätningarna tolkas som bifasiska vågformer av maskinens programvara där amplituden av vågformen är det som söks vid utvärdering av nervernas skick. Kvaliteten hos ENeG-mätningar påverkas av flera faktorer. Bland annat av mängden störningar i inspelningen, som kan komma från både fysiologiskt håll och från elektroderna som används. Dessa störningar kan vara svåra att identifiera och även små fel kan drastiskt ändra resultatet om de inte motverkas korrekt.